# قاضي برهان الدين
قاضي برهان الدين كان قاضي ووزير وأتابك عند إمارة بني آرتين. نجح في سنة 783 هـ (1381–1382) بالسيطرة على أراضي بني آرتين وعين نفسه سلطاناً على هذه الأراضي بعد وفاة آخر الحكام من سلالة بني آرتين.
بعد مقتل غياث الدين محمد بن آرتين آخر الحكام من أبناء سلالة بني آرتين، جاء بعده حكام ضعاف غير أكفاء، فتولي الحكم الوزير قاضي برهان الدين وأعلن نفسه سلطاناً في نفس المنطقة لمدة ثمانية عشر عاما أخرى ولم يكن من سلالة بني آرتين، وهي فترة تعتبرها بعض المصادر استمرارا لنفس الهيكل المؤسسي لإمارة بني آرتين، بينما تعتبرها مصادر أخرى منفصلة.

## تدرجه في المناصب
بعد وفاة السلطان محمد چلبي بن علي بن محمد بن آرتين، تولى وزيره القاضي برهان الدين أراضي الإمارة، وكان في الأصل قاضيا ولم يكن من بني آرتين، وأعلن نفسه سلطاناً.
وُلد قاضي برهان الدين في 8 يناير 1345م في قيصرية، ووالده محمد شمس الدين الذي كان قاضيا مثل جده ووالد جده، وينحدر من قبيلة سالور (Salur) من أتراك الأوغوز.
علّمهُ والده تعليمه الأول ثم عززه بالدراسة في مصر ودمشق وحلب. عندما عاد إلى مسقط رأسه عام 1364/65م بعد عام واحد من وفاة والده، كان الحاكم غياث الدين محمد بن آرتين يحترم تعليمه وشخصيته لدرجة أنه أعطى الشاب ليس فقط منصب القاضي، ولكن أيضا زوّجَهُ ابنته.

## توليه الحكم
بعد مقتل غياث الدين محمد بن آرتين، جاء بعده حكام ضعاف غير أكفاء، وارتقى قاضي برهان الدين إلى منصب الوزير والأتابك، قبل أن يُعلن نفسه سلطاناً ذو سيادة على إمارة بنو آرتين عام 1381م/1382م ويركز حكمه في مدينة سيواس.
برر برهان الدين ادعائه على العرش من خلال إرجاع نسبه إلى السلاجقة، حيث كانت جدته حفيدة كيكاوس الثاني.

## سياسته
على الرغم من استلام القاضي للحكم عن عمر ناهز الثمانين عاماً، إلا أن فترة حكمه لم تكن سلمية، فتحدى سلطة بنو كرمايان وخاض معركتين ضد بنو جاندار، لكنه هُزم عام 1387م على أيدي المماليك. كما قام السلطان بايزيد الأول بالتحالف مع الإمبراطور البيزنطي مانويل الثاني بحملة ضده في سنة 1391م لكنها بائت بالفشل. لقى حتفه سنة 1398م على يد قبائل آق قويونلو وخلفه ابنه زين العابدين، لكن فترة حكمه كانت قصيرة واستمرت فقط لعام واحد.